# Palomar 4
Palomar 4 – gromada kulista znajdująca się w odległości około 354,4 tys. lat świetlnych od Ziemi w kierunku konstelacji Wielkiej Niedźwiedzicy. Została odkryta w 1949 roku przez Edwina Hubble′a oraz niezależnie w 1955 roku przez Alberta Wilsona. Jest położona w odległości 362,5 tys. lat świetlnych od centrum Galaktyki.
Początkowo istniały wątpliwości, czy klasyfikować ten obiekt jako gromadę kulistą. Ze względu na rozkład gwiazd Palomar 4 uznawano tymczasowo za przechwyconą przez Drogę Mleczną eliptyczną lub sferoidalną galaktyką karłowatą. Jako galaktyka karłowata Palomar 4 została nazwana Karłem Wielkiej Niedźwiedzicy. Ostatecznie Karłem Wielkiej Niedźwiedzicy nazwano galaktykę karłowatą odkrytą przez zespół astronomów kierowany przez Beth Willman w 2005 roku.